# Nostalgia (相川七瀬の曲)
『Nostalgia』（ノスタルジア）は相川七瀬の10枚目のシングル。1998年5月8日発売。発売元はavex trax。

## 概要
売上枚数は20万枚超。オリコンチャート7位。アルバム『crimson』にイントロとアウトロが異なる別バージョン収録。現在までシングルバージョンは未収録。

## 収録曲
作曲：織田哲郎
1. Nostalgia (4:53)
  - 作詞：相川七瀬・織田哲郎　編曲：織田哲郎
  - 日立マクセル（現・マクセル）「maxell MD pure」CMソング。
2. Sweet Kiss (3:58)
  - 作詞：相川七瀬　編曲：織田哲郎・武内基朗
3. Nostalgia （KARAOKE） (4:53)

## 収録アルバム
Nostalgia
- crimson(※シングルと若干異なるバージョン)
- ID(※上記と同じバージョン)
- NANASE AIKAWA BEST ALBUM "ROCK or DIE"(※上記と同じバージョン)
- 10th Anniversary Presents 十年百曲～J-POP HIT